# Édouard Charton
Édouard Charton (Sens, 1807-Versalles, 1890) fue un editor y político francés.

## Biografía
Nació el 11 de mayo de 1807 en Sens, fundó en 1833 la revista Le Magasin Pittoresque y más adelante, para la casa editorial Hachette, impulsó la publicación periódica Le Tour du Monde, en 1860, y la colección literaria Bibliothèque des merveilles, en 1864. En su faceta política ocupó cargos como el de senador por el departamento de Yonne. Se instaló en 1862 en Versalles, donde vivió hasta su muerte, acaecida el 27 de febrero de 1890.